# Лонг, Шейн
Шейн Па́трик Лонг (ирл. и англ. Shane Patrick Long; 22 января 1987, Гортнаху, Северный Типперэри) — ирландский футболист, нападающий. Выступал за сборную Ирландии.

## Ранние годы
В детстве был талантливым хёрлером, и в составе команды «Типперэри GAA» участвовал в двух полуфиналах чемпионата Ирландии по малому хёрлингу (до 18 лет) на стадионе «Кроук Парк». Считался очень перспективным форвардом. Также, в детстве Шейн занимался и футболом, начав в 1998 году играть за клуб «Святой Кевин» из родного графства Типперэри, а затем в 2000 году перебрался в команду «Святой Майкл».

## Футбольная карьера

### Клубная карьера

#### «Корк Сити»
Лонг был замечен футбольным тренером «Корк Сити» Пэтом Доланом, и с 1 июля 2004 года Шейн начал тренироваться в дублирующем составе команды. В основной состав попал к началу сезона 2005 года, в связи с тем, что место смещённого с должности Долана занял Дэмьен Ричардсон. Новый тренер заметил талант молодого нападающего и позволил ему дебютировать в чемпионате Ирландии в марте 2005 года.
После того, как бывший тренер «Корк Сити» Пэт Долан проконсультировался со своим братом, тренером футбольного клуба «Рединг» Имонном Доланом, английский клуб решил пригласить к себе Лонга и его партнёра по команде Кевина Дойла. «Корк Сити» были вынуждены продать Шейна, но причины этого до сих пор не обнародованы. Нападающий подписал контракт с новым клубом 7 июня 2005 года.

#### «Рединг»
В «Рединге» — победителе чемпионшипа Футбольной лиги Англии сезона 2005/06, Лонг забил 3 гола в 10 играх, где он всегда выходил на замену, а первая его игра за английский клуб состоялась 17 апреля 2006 года в домашнем матче со «Сток Сити» (3:1). В своём первом сезоне он рассматривался тренером «Рединга» как игрок «второго плана» по сравнению с другими ирландскими футболистами этого клуба — Кевином Дойлом, Дэйвом Китсоном и Лероем Лита. В Кубке Англии сезона 2005/06 Шейн поучаствовал во всех матчах «Рединга» и забил один гол.
4 июля 2007 года Лонг подписал новый, четырёхлетний контракт с «Редингом» вплоть до конца сезона 2010/11.
16 марта 2008 года, когда «Рединг» уступил «Ливерпулю» на «Энфилде» 1:2, Лонг был вовлечён в инцидент, когда он бросил свою футболку на газон после того, как разочаровался как в своём выступлении в матче, так и в работе тренера «Рединга» Стива Коппелла. На постматчевой пресс-конференции Коппелл заявил, что такого больше не повторится. Позже, Лонг принёс свои извинения за свои грубые действия болельщикам клуба на официальном сайте «Рединга».
Но всё же, нападающему удалось успешно закончить неудачный для него год, забив гол 28 декабря 2008 года в гостевом матче с «Саутгемптоном» (1:1). После начала 2009 года, во второй половине сезона 2008/09, Шейну удалось забить 6 мячей (причём по два дубля он оформил в ворота «Чарльтон Атлетик» и «Норвич Сити»).
В Кубке Англии сезона 2009/10 Лонгу, вместе с «Редингом», удалось дойти до шестого раунда (1/4 финала). Примечательно, что в третьем раунде, в переигровке с «Ливерпулем» (2:1), Лонг стал одним из самых ярких фигур матча: сначала, при счёте 1:0 в пользу «Ливерпуля», на 3-й компенсированной минуте 2-го тайма, Шейн заработал пенальти для своей команды за счёт фола на нём Йосси Бенаюна, который был впоследствии реализован, чем позволил перевести игру в дополнительное время. Затем, на 100-й минуте, Лонг забил победный мяч своей команды, позволив «Редингу» выйти в четвёртый раунд Кубка, неожиданно победив именитую команду на стадионе «Энфилд». В четвёртом раунде Шейн Лонг, вместе с командой, одолел «Бернли» (1:0). А в пятом, в дополнительное время переигровки (первый матч был сыгран вничью 2:2), — «Вест Бромвич Альбион» (3:2). В шестом раунде соперником «Рединга» стал клуб «Астон Вилла». Первый тайм закончился со счётом 2:0 в пользу «Рединга», причём оба гола забил Лонг, но во втором ситуация кардинально изменилась, и за счёт гола Эшли Янга и хет-трика Джона Карью «Рединг» проиграл 2:4 и прекратил дальнейшее участие в розыгрыше Кубка.
2 мая 2010 года Лонг провёл свою 150-ю игру за «Рединг» в матче с командой «Престон Норт Энд», который закончился со счётом 4:0 в пользу команды Шейна.
11 сентября 2010 года нападающий заработал два пенальти для своей команды в матче с «Кристал Пэлас». Один реализовал сам, а второй забил Иан Харт. Матч закончился со счётом 3:0 в пользу «Рединга».
8 января 2011 года Лонг забил гол в матче третьего раунда Кубка Англии сезона 2010/11 команде «Вест Бромвич Альбион», чем позволил «Редингу» выйти в четвёртый раунд Кубка. Матч закончился со счётом 1:0. 29 января, уже в четвёртом раунде Кубка, Шейн забил ещё один мяч команде «Стивенидж» и помог выйти своему клубу в следующую стадию. Матч закончился со счётом 2:1. Лонг также принимал участие в матчах «Рединга» в пятом и шестом раунде Кубка против «Эвертона» (1:0) и клуба «Манчестер Сити» (0:1) соответственно, но нападающему не удалось отличиться в этих матчах.
17 мая 2011 года, во второй полуфинальной игре плей-офф Чемпионшипа Англии 2010/11 против клуба «Кардифф Сити» из одноимённого города, Лонгу удалось забить два из трёх голов своей команды в матче, позволив «Редингу» выйти в финал турнира. Уже 30 мая 2011 года «Редингу» сыграл финальный матч против «Суонси Сити», который состоялся на знаменитом стадионе «Уэмбли». Игра была выиграна «Суонси Сити» со счётом 4:2, вследствие чего «Рединг» остался в Чемпионшипе. После матча, президент «Рединга» Джон Мадейски назвал Лонга игроком мирового класса и оценил его в 20 миллионов фунтов стерлингов.

#### «Вест Бромвич Альбион»
9 августа 2011 года Лонг подписал с клубом «Вест Бромвич Альбион» контракт на три года с правом продления ещё на год. Клубным номером Шейна стал 9, который он выбрал 12 августа. Хотя сумма сделки не была обнародована, специалисты оценивают трансфер футболиста в 4 500 000 £. Первый гол за «Дроздов» Шейн забил 14 августа 2011 года в дебютном матче за команду против клуба «Манчестер Юнайтед» (1:2). Всего за сезон 2011/12 Лонг в составе «Вест Бромвича» принял участие в 32-х матчах и забил 8 голов.
Сезон 2012/2013 Шейн Лонг начал ударно — заработав два пенальти в игре с «Ливерпулем». Набрав хорошую форму, Шейн забивал в этом сезоне «Эвертону», «Челси», «Манчестер Сити», «Астон Вилле» и «Сандерленду». Всего в сезоне 2012/2013 нападающий отличился 11 раз во всех турнирах.

#### «Халл Сити»
17 января 2014 года «Халл Сити» официально объявил о переходе Шейна Лонга. Контракт между «тиграми» и футболистом рассчитан на три с половиной года. Свой первый гол за «шмелей» Шейн забил 1 февраля 2014 года в матче против «Тоттенхэма». Всего в сезоне 2013/2014 Шейн Лонг провел 15 игр и забил 4 гола.

#### «Саутгемптон»
14 августа 2014 года Лонг подписал четырёхлетний контракт с «Саутгемптоном». Официально сумма трансфера не раскрывалась, но, предположительно, она составила около 12 миллионов фунтов стерлингов. Свой первый гол за «Саутгемптон» Лонг забил 29 октября 2014 года в матче Кубка Лиги против «Сток Сити». В своём дебютном сезоне за «Саутгемптон» Шейн 39 раз появился на поле и смог забить 7 голов.
5 апреля 2019 года Лонг стал четвёртым ирландским игроком, забившим 50 голов в АПЛ.
В сезоне 2018/2019 Шейн Лонг, играя за «святых», забил самый быстрый гол в Премьер-лиге — на это ему потребовалось всего 7 секунд.
1 июля 2022 года покинул «Саутгемптон» в качестве свободного агента.

#### «Борнмут»
2 февраля 2021 года Лонг перешел в «Борнмут» на правах аренды до конца сезона.

### В сборной

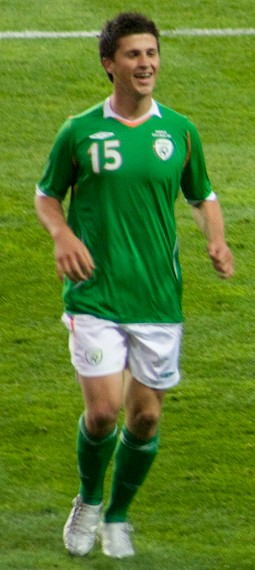
Шейн Лонг в сборной Ирландии

Начав играть за «Рединг» в Англии, в сезоне 2005/06 принял первое участие в международных матчах, попав в заявку молодёжной сборной Ирландии.
Из-за травм его товарища по «Редингу» Кевина Дойла и игрока «Сандерленда» Стивена Эллиота, Лонг получил шанс выступить в составе основной сборной. Дебют состоялся 7 февраля 2007 года в матче со сборной Сан-Марино (2:1).
Когда нападающий вышел во втором своём матче против сборной Словакии (1:0) 28 марта 2007 года на замену, он стал первым человеком, выходившим на стадион «Кроук Парк» как хёрлер (в полуфиналах Чемпионата Ирландии по малому хёрлингу в 2003 и 2004 годах) и как футболист. Свой первый гол за сборную Лонг забил в товарищеском матче со сборной Боливии (1:1) 26 мая 2007 года, а также ещё два в последующем за этим победном матче против сборной Дании (4:0) 22 августа 2007 года.
Шейн Лонг был номинирован Футбольной ассоциацией Ирландии на звание Лучший молодой игрок в 2007 году.
Нападающий забил второй командный мяч в ворота сборной России (2:3) 8 октября 2010 года в рамках отборочного турнира к Евро-2012.
Лонг был вызван в сборную на игру отборочного турнира к Евро-2012 против сборной Македонии, которая состоялась 26 марта 2011 года, вместо травмированного Кевина Дойла и принял участие в победе своей команды со счётом 2:1. А уже в следующем матче, товарищеской игре со сборной Уругвая, которая состоялась 29 марта 2011 года, Шейну удалось забить гол, но команде это не помогло и она проиграла со счётом 2:3.
Главный тренер сборной Ирландии Джованни Трапаттони включил Лонга в число участников Евро-2012, на который Шейн был заявлен под номером 19. Во время подготовки к турниру, нападающий принял участие в товарищеском матче против сборной Боснии и Герцеговины, который состоялся 26 мая 2012 года. Выйдя на замену на 63-й минуте, через 14 минут забил единственный и победный гол в игре. На самом Евро-2012 сборная Ирландии заняла последнее место в группе C, проиграв все три матча. Шейн Лонг принял участие в двух из них — 10 июня против Хорватии (1:3) и 18 июня против Италии (0:2). Единственный мяч сборной Ирландии на турнире забил защитник Шон Сент-Леджер.

## Достижения
«Рединг»
- Победитель чемпионшипа Футбольной лиги Англии: 2005/06

### Личные
- Лучший игрок ФК «Рединг» в сезоне: 2010/11
- Лучший молодой игрок сборной по версии ФАИ: 2010
- Автор самого быстрого гола в истории Премьер-лиги: 2019

## Клубная статистика
| Выступления                | Выступления                | Выступления                | Лига | Лига | Кубок | Кубок | Кубок Лиги | Кубок Лиги | Еврокубки | Еврокубки | Итого | Итого |
| Сезоны                     | Клуб                       | Лига                       | Игры | Голы | Игры  | Голы  | Игры       | Голы       | Игры      | Голы      | Игры  | Голы  |
| Ирландия                   | Ирландия                   | Ирландия                   | Лига | Лига | Кубок | Кубок | Кубок лиги | Кубок лиги | Еврокубки | Еврокубки | Итого | Итого |
| -------------------------- | -------------------------- | -------------------------- | ---- | ---- | ----- | ----- | ---------- | ---------- | --------- | --------- | ----- | ----- |
| 2005                       | Корк Сити                  | Чемпионат Ирландии         | 1    | 0    | 1     | 0     | 0          | 0          | 0         | 0         | 2     | 0     |
| Корк Сити Итого            | Корк Сити Итого            | Корк Сити Итого            | 1    | 0    | 1     | 0     | 0          | 0          | 0         | 0         | 2     | 0     |
| Англия                     | Англия                     | Англия                     | Лига | Лига | Кубок | Кубок | Кубок лиги | Кубок лиги | Еврокубки | Еврокубки | Итого | Итого |
| 2005/06                    | Рединг                     | Чемпионшип                 | 11   | 3    | 4     | 1     | 0          | 0          | 0         | 0         | 15    | 4     |
| 2006/07                    | Рединг                     | Премьер-лига               | 21   | 2    | 1     | 1     | 2          | 1          | 0         | 0         | 24    | 4     |
| 2007/08                    | Рединг                     | Премьер-лига               | 29   | 3    | 2     | 0     | 1          | 0          | 0         | 0         | 32    | 3     |
| 2008/09                    | Рединг                     | Чемпионшип                 | 39   | 9    | 1     | 0     | 3          | 0          | 0         | 0         | 43    | 9     |
| 2009/10                    | Рединг                     | Чемпионшип                 | 31   | 6    | 5     | 3     | 0          | 0          | 0         | 0         | 36    | 9     |
| 2010/11                    | Рединг                     | Чемпионшип                 | 45   | 23   | 4     | 2     | 1          | 0          | 0         | 0         | 50    | 25    |
| 2011/12                    | Рединг                     | Чемпионшип                 | 1    | 0    | 0     | 0     | 0          | 0          | 0         | 0         | 1     | 0     |
| Рединг Итого               | Рединг Итого               | Рединг Итого               | 177  | 46   | 17    | 7     | 7          | 1          | 0         | 0         | 201   | 54    |
| 2011/12                    | Вест Бром                  | Премьер-лига               | 32   | 8    | 1     | 0     | 0          | 0          | 0         | 0         | 33    | 8     |
| 2012/13                    | Вест Бром                  | Премьер-лига               | 34   | 8    | 1     | 1     | 2          | 2          | 0         | 0         | 37    | 11    |
| 2013/14                    | Вест Бром                  | Премьер-лига               | 15   | 3    | 1     | 0     | 1          | 0          | 0         | 0         | 17    | 3     |
| Вест Бромвич Альбион Итого | Вест Бромвич Альбион Итого | Вест Бромвич Альбион Итого | 81   | 19   | 3     | 1     | 3          | 2          | 0         | 0         | 87    | 22    |
| 2013/14                    | Халл Сити                  | Премьер-лига               | 15   | 4    | 0     | 0     | 0          | 0          | 0         | 0         | 15    | 4     |
| 2014/15                    | Халл Сити                  | Премьер-лига               | 0    | 0    | 0     | 0     | 0          | 0          | 2         | 0         | 2     | 0     |
| Халл Сити Итого            | Халл Сити Итого            | Халл Сити Итого            | 15   | 4    | 0     | 0     | 0          | 0          | 2         | 0         | 17    | 4     |
| 2014/15                    | Саутгемптон                | Премьер-лига               | 32   | 5    | 3     | 1     | 4          | 1          | 0         | 0         | 39    | 7     |
| 2015/16                    | Саутгемптон                | Премьер-лига               | 28   | 10   | 1     | 0     | 2          | 2          | 3         | 1         | 34    | 13    |
| 2016/17                    | Саутгемптон                | Премьер-лига               | 32   | 3    | 3     | 1     | 5          | 1          | 5         | 0         | 45    | 5     |
| 2017/18                    | Саутгемптон                | Премьер-лига               | 30   | 2    | 4     | 0     | 1          | 0          | 0         | 0         | 35    | 2     |
| 2018/19                    | Саутгемптон                | Премьер-лига               | 26   | 5    | 2     | 0     | 0          | 0          | 0         | 0         | 28    | 10    |
| 2019/20                    | Саутгемптон                | Премьер-лига               | 26   | 2    | 2     | 1     | 3          | 0          | 0         | 0         | 31    | 3     |
| 2020/21                    | Саутгемптон                | Премьер-лига               | 11   | 0    | 2     | 0     | 1          | 0          | 0         | 0         | 14    | 0     |
| Саутгемптон Итого          | Саутгемптон Итого          | Саутгемптон Итого          | 185  | 27   | 17    | 3     | 16         | 4          | 8         | 1         | 226   | 35    |
| 2020/21                    | Борнмут                    | Чемпионшип                 | 9    | 2    | 0     | 0     | 0          | 0          | 0         | 0         | 9     | 2     |
| Борнмут Итого              | Борнмут Итого              | Борнмут Итого              | 9    | 2    | 0     | 0     | 0          | 0          | 0         | 0         | 9     | 2     |
| Итого за карьеру           | Итого за карьеру           | Итого за карьеру           | 468  | 98   | 38    | 11    | 36         | 7          | 10        | 1         | 542   | 117   |

## Матчи и голы за сборную
| Ирландия | Ирландия | Ирландия |
| Год      | Игры     | Голы     |
| -------- | -------- | -------- |
| 2007     | 3        | 3        |
| 2008     | 6        | 0        |
| 2009     | 2        | 0        |
| 2010     | 3        | 1        |
| 2011     | 3        | 1        |
| 2012     | 11       | 3        |
| 2013     | 6        | 2        |
| 2014     | 14       | 1        |
| 2015     | 1        | 0        |
| 2016     | 18       | 5        |
| 2017     | 1        | 0        |
| 2018     | 11       | 0        |
| 2019     | 2        | 0        |
| 2020     | 4        | 0        |
| Итого    | 87       | 17       |

87 матчей / 17 голов; 25 побед, 23 ничьих, 28 поражений.
(откорректировано по состоянию на 5 апреля 2021 года)